# Posolampi
Posolampi är en sjö i Finland. Den ligger i kommunen Sodankylä i landskapet Lappland, i den norra delen av landet, 900 km norr om huvudstaden Helsingfors. Arean är 34,5 hektar och strandlinjen är 2,34 kilometer lång. Sjön  ingår i Kemi älvs huvudavrinningsområde. 